# Command and Conquer: Renegade
 (décembre 2018).
Si vous disposez d'ouvrages ou d'articles de référence ou si vous connaissez des sites web de qualité traitant du thème abordé ici, merci de compléter l'article en donnant les références utiles à sa vérifiabilité et en les liant à la section « Notes et références ».
Command and Conquer: Renegade est un jeu vidéo de tir à la première personne, développé par Westwood Studios, sorti sur PC en 2002.

## Histoire du développement
Alors que les autres opus de la série Command and Conquer se présentaient tous comme des jeux de stratégie en temps réel, Renegade est un jeu de tir à la première personne développé afin que les amateurs de la série puissent évoluer à l'échelle humaine dans l'univers de la série.

## Synopsis
L'histoire traite de l'enlèvement des trois plus grands spécialistes du Groupement de Défense Internationale de la recherche sur le Tiberium par la Confrérie du Nod. Le joueur dirige le commando Nick «Havoc» Parker, envoyé pour sauver les chercheurs.

## Équipe de développement
Production :
- Producteur exécutif : Daniel Cermak, Louis Castle
- Producteur en chef : Sean Decker
- Producteurs associés : Joseph Selinske, Robert Powers

Programmation :
- Directeurs techniques : Colin McLaughlan, Steve Wetherill

Conception : 
- Concepteurs principaux : David Yee, Gregory Fulton

Infographie :
- Graphistes principaux : Eric Kearns, Elie Arabian, Joseph Black

Audio :
- Directeur audio : Paul S. Mudra
- Musique originale : Frank Klepacki

### Voix principales
Wally Wingert (Havoc)
David Lodge (Général Adam Locke)
Kia Huntzinger (EVA)
Leigh-Allyn Baker (Dr Sydney Mobius)
Mari Weiss (Sakura)
René Auberjonois (Dr Ignatio Mobius)
Joseph D. Kucan (Kane)
Rodger Bumpass (Général Gideon Raveshaw)
André Sogliuzzo (Gunner du commando Dead-6)
Lori Tritel (Dr Elena Petrova)
Gregg Berger (Mendoza)
Finley Bolton (Ordinateur du Nod)

## Multijoueur
Le mode multijoueur mêle FPS et RTS, le gameplay original de la série. Le GDI et le Nod s'affrontent et chaque camp dispose de sa propre base, dotée de bâtiments :
- Raffinerie : apporte un flux constant mais faible de crédits aux membres de l'équipe. Elle permet de raffiner le Tibérium déposé par le Collecteur, apportant ainsi un grand nombre de crédits d'un coup ;
- Centrale électrique : assure la production d'électricité de la base. S'il est détruit, les défenses automatiques cessent de fonctionner et le coût de toutes les unités est multiplié par deux ;
- Caserne / Main du Nod : permet d'acheter l'infanterie avancée ;
- Usine d'armement / Piste d'atterrissage : permet d'acheter des véhicules. Si le Collecteur de Tibérium est détruit, ce bâtiment en fournit un autre gracieusement ;
- Tour de Garde Avancée / Obélisque de Lumière / Tourelle : systèmes de défense automatiques.

Chaque joueur a sa propre réserve de crédits qui augmente à chaque frag et apparait en simple soldat. La Raffinerie fournit des revenues par deux moyens : un flux constant et faible ; un flux important quand le Collecteur, autonome, vient déposer son tibérium. Les crédits permettent :
- d'« améliorer son personnage » : c'est-à-dire acheter une unité d'infanterie qui remplacera l'ancienne ;
- d'acheter un véhicule : char de combat, artillerie, véhicule de transport de troupes... Le véhicule arrive à l'usine d'armement ou la piste d'atterrissage, il suffit de rentrer à l'intérieur.
- d'acheter un marqueur du superarme : c'est-à-dire une balise permettant de lancer une attaque par canon à ions orbital ou par frappe nucléaire.

Les bâtiments peuvent être détruits de trois manières :
- en les attaquant de l'extérieur : il suffit pour cela de tirer sur n'importe quelle partie du bâtiment. Évidemment, c'est inefficace avec la plupart des unités d'infanterie, cela fonctionne avec une forte puissance de feu comme celle des artilleries ;
- en les attaquant de l'intérieur : il faut trouver et endommager le MCT (Master Control Terminal), point faible du bâtiment placé à l'intérieur. De cette manière, l'infanterie peut faire beaucoup de dégâts en l'attaquant au C-4 ;
- à l'aide de superarmes : il faut acheter un coûteux marqueur de superarme, le poser et l'armer non loin du bâtiment ou à l'intérieur. Quelques secondes plus tard, s'il n'a pas été désamorcé, un tir de canon à ions ou un missile nucléaire, selon le camp, rase la zone et le bâtiment avec.

Un bâtiment endommagé peut être réparé par une infanterie spécialisé (ingénieur, Hotwire ou technicien) grâce à son « Repair Gun ». Il fonctionne sur n'importe quelle partie de celui-ci mais il est bien plus efficace quand il est appliqué directement sur le MCT. Un bâtiment qui a été détruit ne disparaît pas mais ne peut pas être réparé non plus.
L'équipe qui a détruit tous les bâtiments de l'autre en premier a gagné. Chaque caserne dispose d'un piédestal en son centre ; si un marqueur de superarme y est déposé et activé, l'équipe qui l'a déposé gagne. S'il n'y a pas de vainqueur à la fin du temps imparti, l'équipe ayant le plus de points gagne.

## Modifications
Plusieurs mods ont vu le jour:
- Red Alert : A Path Beyond : le mode multijoueur est quasiment identique à l'original mais les bâtiments, les véhicules, les armes ont été remplacés par ceux de Command and Conquer : Alerte rouge. Le gameplay est donc modifié en conséquence. C'est le seul mod pour Renegade à actuellement[Quand ?] avoir dépassé le stade de Beta ;
- C&C Reborn : même chose avec Tiberian Sun. Le mod est sorti en juin 2013 avec l'aide de BlueHell Productions ;
- Red Alert 2 : Apocalypse Rising : réalisé par les mêmes amateurs qu'A Path Beyond (à savoir BlueHell Productions), il reprend lui l'univers de Command and Conquer : Alerte rouge 2. Sa Beta publique n'est toujours pas disponible[Quand ?].

Avec l'accord de Electronic Arts, tous sont (ou seront) disponibles en stand-alone, cependant, Apocalypse Rising n'est pas encore disponible et la Beta de Reborn nécessite encore Renegade pour fonctionner.
Il faut aussi mentionner Renegade X (en), un fangame construit sur Unreal Tournament 3 qui recrée Renegade sous l'Unreal Engine 3. Epic Games a mis à leur disposition l'Unreal Development Kit permettant de réaliser une version stand-alone.